# Ignacio Hidalgo de Cisneros
Ignacio Hidalgo de Cisneros y López de Montenegro (1896-1966) fue un militar y aviador español. Durante la Guerra Civil fue el jefe de la Fuerza Aérea Republicana.
Hidalgo de Cisneros luchó en la guerra del Rif y en la guerra civil española, donde alcanzó el grado de general y llegó a ser jefe de la Fuerza Aérea Republicana, siendo uno de los principales organizadores de la misma. Estuvo casado con la aristócrata Constancia de la Mora Maura, otra destacada activista republicana.

## Biografía
Nació el 11 de julio de 1896 en la capital alavesa, Vitoria, en el seno de una familia aristocrática, carlista y de tradición militar, lo que le influyó para elegir su profesión. Comenzó la carrera militar en la Academia de Intendencia de Ávila donde se graduó en 1914. Se casó con la aristócrata Constancia de la Mora Maura, nieta del político Antonio Maura y posteriormente jefa de la Oficina de Prensa Extranjera republicana durante la guerra civil (y que, como él, era también una decidida activista republicana). fue tataranieto del virrey Cisneros.

### Carrera militar
En 1920 realizó cursos de aviación en el cuartel y aeródromo de Cuatro Vientos (Madrid) pasando a integrarse en la Aviación Militar Española. Fue destinado a Melilla, a la 2.ª Escuadrilla Bristol, tomando parte en los bombardeos sobre la cábila de Beni-Ulixek durante la guerra del Rif. En 1924 pasó a los De Havilland y en 1925 a la 1.ª Escuadrilla de Hidroaviones en la Base Aeronaval El Atalayón, junto a Melilla, que mandaba el comandante Ramón Franco, con la que participó en el desembarco de Alhucemas. Fue destinado posteriormente al Sahara Español y en 1930 a la 1.ª Escuadra, ya en la península.
El 15 de diciembre de 1930 participó, junto con otros aviadores y militares republicanos, como Queipo de Llano, en la intentona republicana encabezada por Ramón Franco, hermano del general Francisco Franco, que tomó el aeródromo de Cuatro Vientos y pretendía bombardear el Palacio Real, residencia de Alfonso XIII. El ataque contra el palacio no llegó a realizarse y la sublevación, ante la falta de apoyos, fue fácilmente sofocada. Tras el fracaso de la sublevación, Hidalgo de Cisneros huyó en avión a Portugal y desde allí pasaría a París.
La proclamación de la Segunda República el 14 de abril de 1931 le permitió regresar a España, donde se incorporó a la escuela de vuelo de Alcalá de Henares (Madrid). Fue destinado nuevamente a la 1.ª Escuadra, como jefe segundo de la misma y agregado a la Oficina de Mando. Posteriormente, en 1933, estuvo destinado como agregado aéreo simultáneamente en las embajadas de Berlín y Roma, lo que le permitió conocer de primera mano el ascenso del fascismo y el nazismo. Durante el Bienio Radical-cedista, estuvo destinado en el aeródromo sevillano de Tablada. En 1934, después de la fallida Revolución de Octubre, ayudó a huir del país a su amigo, el político socialista Indalecio Prieto, camuflado en el portamaletas de su coche. No obstante, tras la victoria del Frente Popular en las Elecciones de febrero de 1936, pudo volver a España.

### En la Guerra Civil
Al producirse la sublevación militar, Hidalgo de Cisneros se encontraba en Madrid como ayudante del ministro de la Guerra, Casares Quiroga. Desde un primer momento secundó al director general de Aeronáutica, Núñez de Prado, verificando la lealtad de los aeródromos militares del país a lo largo de todo el día 18 de julio. En la madrugada del día 20 fue uno de los responsables de que el aeródromo militar de Getafe y otras guarniciones cercanas permaneciesen leales al gobierno y colaborasen a sofocar la sublevación del Cuartel de la Montaña.
Tras la formación del gobierno de Largo Caballero (septiembre de 1936), fue nombrado por el ministro de Marina y Aire, Indalecio Prieto, jefe del Estado Mayor y comandante de las Fuerzas Aéreas de la República Española, puesto que mantuvo al crearse el nuevo Ministerio de Defensa Nacional y, más tarde, cuando Juan Negrín reemplazó a Prieto al frente del ministerio. Desde este cargo, impulsó las actividades necesarias para hacer sostenible y combativa la aviación leal a la República. Así, con ayuda de la Unión Soviética llegaron a España nuevos aviones cazas del tipo «Chato» (Polikarpov I-15) y «Mosca» (Polikarpov I-16), además de bombarderos «Katiuska» (Tupolev SB-2) y «Natacha» (Polikarpov R-Z). La ayuda soviética incluía la formación del personal necesario para suplir a los caídos en combate. Además, se organizaron cursos de formación de pilotos en la Unión Soviética con seis meses de duración, además de la creación de escuelas de formación en la España republicana. Para entonces se encontraban a las órdenes de Hidalgo de Cisneros unos 450 aparatos entre cazas, bombarderos y aviones de otro tipo, manteniendo la superioridad numérica y técnica en el aire frente a la Aviación Nacional.
Durante la guerra se afilió al Partido Comunista de España, y aunque no tenía un pasado político que le llevara a inclinarse por estos, sí pensaba que «ellos eran los que mejor contribuían a la lucha». Esta decisión causaría un progresivo enrarecimiento en las relaciones de éste con Prieto, que comenzaba entonces a enfrentarse al Partido Comunista, y también con su amigo personal, el coronel Carlos Núñez Mazas. No obstante, su propia esposa le confesó que ella también se había afiliado al PCE.
En la primavera de 1937 presentó al Consejo de Ministros la propuesta de bombardear Roma, capital de la Italia fascista, en venganza por el asesinato de un piloto republicano que había sido arrojado sobre el Aeropuerto de Barajas, con el cuerpo amputado y un letrero con insultos en italiano. Hidalgo de Cisneros dijo que acompañaría a sus hombres en la misión, aunque la idea fue finalmente desechada por las complicaciones que podía provocar. A comienzos de 1938 dirigió varias operaciones de bombardeo sobre territorio franquista, especialmente el bombardeo de Sevilla y el bombardeo de Valladolid del 26 de enero, conforme a la práctica iniciada por el bando gubernamental de bombardear los núcleos urbanos. Fue ascendido al grado de General del Ejército en septiembre de 1938.
En los últimos meses de la guerra jugó un destacado papel, ya que desde su puesto realizó importantes labores: A finales de 1938, tras la Batalla del Ebro y por encargo de Negrín, negoció con Stalin una partida de armas para el gobierno republicano, entre las que se incluían 250 aviones, 250 tanques, 4000 ametralladoras y 600 piezas de artillería, con un importe total de 103 millones de dólares. Tras la caída de Cataluña en febrero de 1939 volvió a la España republicana, donde se enteró de las conspiraciones que se estaban desarrollando contra el Gobierno de Negrín, especialmente por parte del coronel Casado que intentó atraerse a su causa, sin éxito, a Hidalgo de Cisneros. El 29 de febrero ambos militares mantuvieron un encuentro en el que Casado insinuó «poder conseguir unas buenas condiciones de rendición con Franco», pretendiendo lograr que incluso «se respetasen sus graduaciones militares del Ejército republicano». Hidalgo de Cisneros era poco optimista al respecto y no consideró realista la propuesta de Casado, a la vez que informó al presidente Negrín de lo ocurrido.

### Exilio
El 5 de marzo de 1939 se hallaba en la Posición Yuste junto a Negrín y otros militares republicanos como Modesto, Tagüeña y Líster cuando el Coronel Casado lideró un golpe de Estado que se hizo rápidamente con el control de la España aún leal a la República. Consciente de su aislamiento y la imposibilidad de recuperar el control de la situación, abandonó España partiendo al exilio el 6 de marzo desde el Aeródromo de Monóvar, en unión del propio Negrín, Álvarez del Vayo y los más destacados dirigentes del PCE. Ya no recuperaría el mando de las Fuerzas Aéreas, que sería ocupado por el coronel Antonio Camacho Benítez y, finalmente, por el coronel Manuel Cascón Briega.
Murió en Bucarest (Rumania) el 9 de febrero de 1966, siendo miembro del comité central del PCE. A mediados de la década de 1990, sus cenizas fueron repatriadas por sus descendientes a Vitoria, donde hoy descansan en el panteón familiar.

## Memorias
Ignacio Hidalgo de Cisneros escribió unas memorias en dos volúmenes que constituyen una fuente de primera mano sobre la Guerra Civil. Están escritas con el punto de vista de un aristócrata español miembro del Partido Comunista de España que, junto con su compañera Constancia de la Mora (1906–1950), luchó por la victoria de la República española. También ella publicó unas memorias en inglés que luego serían traducidas al español Doble esplendor.
- Ignacio Hidalgo de Cisneros, Cambio de rumbo, Bucarest, 1961.
- Ignacio Hidalgo de Cisneros, Memorias, vol. II. La república y la guerra de España. París: Société d'Éditions de la Librairie du Globe, 1964.